# Джамалари (филм)
Джамалари е български документален филм на режисьора Иван Трайков.

## Тема
Джамалари е едно от наименованията на действащите лица в ритуалните игри през Мръсните дни и Заговезни. Провеждат се на територията на цяла България (и в някои съседни страни) и носят различни имена - бабугери, старци, чауши, станчинари, дервиши, сурати или най-общо разпространеното - кукери. „Джамалари“ е документално-етнографски филм заснет в Перник и Родопите. Смесени са митология, бит и съвременно измерение на ритуала.
Особено атрактивна е визията на филма (подобаващо оценена на фестивала в Иркутск) благодарение на камерата на Ваньо Георгиев, монтажа на Светослав Владимиров и Иван Трайков, както и специалните ефекти на Благой Димитров. Уникалният звук и ефекти от стотиците хлопки и чанове са на Иван Андреев.
- Специална награда на журито за особени визуални качества на Международния Байкалски кинофестивал гр. Иркутск, Русия 2006